# Darkthrone
Darkthrone (inicialmente chamado Black Death) é um grupo musical de black metal norueguês formado em 1986.
Em 1991, a banda aderiu ao estilo black metal influenciado por Bathory e Celtic Frost, sendo umas das bandas líderes do movimento black metal norueguês. Seus três primeiros discos de black metal — A Blaze in the Northern Sky, Under a Funeral Moon e Transilvanian Hunger (as vezes apelidados de "Unholy Trinity") — são considerados o ápice da carreira da banda e figuram entre os mais influentes do gênero. Desde 1993 o Darkthrone tem sido um dueto que consiste em Fenriz e Nocturno Culto, que têm procurado manter-se fora do mainstream da música. Recentemente a banda vem incorporando elementos de heavy metal tradicional, speed metal e punk rock em seus álbuns.
O nome Darkthrone foi inspirado por um zine produzido na Dinamarca por volta de 1986 intitulado Blackthorn, dirigido por integrantes do grupo musical Desexult, que por sua vez se inspiraram na canção Jewel Throne da banda Celtic Frost.[carece de fontes?]
Há uma grupo musical da Países Baixos de 1989 chamado Malignant com um logotipo parecido. No encarte dos discos Soulside Journey e A Blaze In The Northern Sky, os créditos de criação estão para Fenriz, Tassilo e Tomas Lindberg (da banda At The Gates). Em uma entrevista de 1992, Fenriz afirma que o logotipo foi criado por ele e Tomas Lindberg anos antes e que provavelmente a banda Malignant copiou o Darkthrone.

## História

### Primeiros anos (1986-1991)
O grupo norueguês foi formado no fim de 1986 em Kolbotn, um pequeno subúrbio de Oslo. Eles eram uma banda de death metal, de nome Black Death, consistida nos integrantes Gylve Nagell, Ivar Enger, e Anders Risberget. Gravaram duas fitas demo em 1987: a primeira cujo nome é "Trash Core", tem Anders Risberget tocando guitarra e Gylve Nagell tocando bateria e cantando; segunda demonstração, lançada dia 12 de outubro, nomeada de "Black Is Beautiful" já tinha um novo membro e guitarrista, Ivar Enger. As duas demonstrações foram lançadas sem distribuição por parte de nenhuma gravadora.
O trio troca o nome para Darkthrone em 1987 e o baixista Dag Nilsen agora participa do grupo. Gylve Nagell diz que a inspiração vem de bandas como Venom, Celtic Frost, Slayer, Cryptic Slaughter,  Deep Purple, Nihilist, Metallica, English Dogs, Crumbsuckers e grupos de Thrash Metal em geral. Além dessas influências nos primórdios do Darkthrone, Fenriz também cita a banda brasileira Sepultura com os discos Bestial Devastation (de 1985), Morbid Visions (de 1986) e Schizophrenia (de 1987). Um ano depois, o até então guitarrista Anders Risberget sai da banda, mas ainda chega a participar da gravação de três canções da primeira demonstração da banda usando o nome Darkthrone, a Land Of Frost de 1988.
Gylve Nagell queria levar o Darkthrone mais a sério. Por meio de um colega que estudava guitarra, conhece Ted Skjellum. Após Anders Risberget sair definitivamente do Darkthrone, Ted Skjellum é convidado para o grupo. No dia 6 de julho de 1988, sai uma fita de promoção contendo a canção instrumental Snowfall que apresenta maior tendência ao thrash metal. Em 1989, a terceira gravação recebe o nome de Thulcandra, e agora Ted Skjellum já canta para o Darkthrone, além de tocar guitarra. Pouco depois, sai uma quarta demonstração intitulada Cromlech e logo após, o Darkthrone finalmente  assina contrato com uma gravadora. No caso, a britânica Peaceville.
No outono europeu de 1990, começam a escrever o trabalho que seria chamado de Goatlord. Eles continuavam tocando death metal, mas na maior parte do tempo ouviam black metal como Bathory, exceto o baixista Dag Nilsen que estava mais interessado em bandas como Autopsy e continuar tocando death metal técnico. Várias apresentações ao vivo tinham sido feitas e a banda norueguesa Cadaver chegou a dividir palco com eles. Foi neste mesmo ano que o Darkthrone gravou seu primeiro CD chamado Soulside Journey no estúdio Sunlight da Suécia com a ajuda dos integrantes da banda Nihilist, mas que só foi lançado em janeiro de 1991. Com uma produção cristalina, o disco demonstrava um death metal de forma técnica. Em 1991, o disco Goatlord foi gravado, no entanto o quarteto decide não lançá-lo devido à mudança de seu estilo musical.
Logo mais tarde, o Darkthrone viria a adotar a estética black metal com a pintura facial corpse paint e uso de pseudônimo. Gylve Nagell passou a ser Fenriz (um lobo da mitologia nórdica), que usou o corpse paint inspirado na banda brasileira Sarcófago, Ivar Enger tornou-se Zephyrous e Ted Skjellum passa a ser identificado como Nocturno Culto. O Darkthrone faz três concertos na Finlândia com o trio Fenriz, Nocturno Culto e Zephyrous usando corpse paint. Depois o baixista Dag Nilsen deixa o grupo, mas ainda participa da gravação do baixo no disco A Blaze In The Northern Sky que viria a marcar o início de uma nova era do Darkthrone: a fase Black Metal.

### Fase black metal (1991-2005)
A técnica anteriormente dominada em Soulside Journey foi deixada para trás resultando no CD A Blaze In The Northern Sky, lançado em fevereiro de 1992 pela gravadora Peaceville que não viu com bons olhos o novo rumo que a banda havia trilhado. O disco com uma produção inferior ao CD antecessor revela uma espantosa agressividade, vozes rasgadas e vomitadas manifestando o espírito black metal que a banda havia atingido. No encarte do disco há um agradecimento à Euronymous, o líder da pioneira banda Mayhem e responsável pela formação do gênero na Noruega. No ano seguinte, um novo CD de estúdio sob nome de Under A Funeral Moon é gravado somente pelo trio, que de acordo com Fenriz pode ser considerado o mais black metal da banda.
Ainda em 1993, Zephyrous já não faz mais parte do Darkthrone e some completamente alegando decepção com o rumo em que o cenário black metal estava trilhando com modismo, infantilidades etc. Mais para frente, em novembro e dezembro é gravado o CD Transilvanian Hunger. Varg Vikernes, depois que vai para a prisão, recebe a proposta de Fenriz para escrever algumas letras para o CD e aceita. Uma polêmica foi gerada pela frase em que aparece atrás do disco: "Norsk Arisk Black Metal", que traduzido para o português é "black metal norueguês ariano". Desde então, o Darkthrone é constantemente suspeito e acusado de ser racista. Fenriz em entrevista teria comentado que "Transilvanian Hunger é superior a qualquer censura, e quem o critica deveria ser julgado pelo seu comportamento judeu." Um ano depois, a dupla Fenriz e Nocturno Culto deixa a gravadora Peaceville para assinar contrato com a Moonfog e durante os meses de fevereiro e abril de 1994 grava o próximo disco que recebe o nome Panzerfaust. Varg Vikernes novamente participa escrevendo a letra da música "Quintessence". Tentando amenizar as críticas que havia recebendo pela polêmica frase do CD Transilvanian Hunger, o encarte do sucessor Panzerfaust apresenta a seguinte declaração: "Darkthrone certamente não é uma banda nazista ou política, aqueles de vós que continuais pensando isto, podem lamber o ânus da mãe Maria pela eternidade."
Em 1996, vários músicos do cenário black metal da Noruega tinham escrito letras para novo CD do Darkthrone que viria a ser chamado de Total Death. Entre eles estão membros das bandas Ulver, Ved Buens Ende, Satyricon e Emperor. Todas letras para o disco Goatlord que havia sido criado entre a época do Soulside Journey e do A Blaze In The Northern Sky ficam prontas e a banda finalmente o lança. No final do ano seguinte, Nocturno Culto já havia criado quase toda a parte instrumental para o próximo disco e então Fenriz produz as letras. O disco recebeu o nome Ravishing Grimness e em 1999 foi lançado.
Dois anos se passaram, várias entrevistas sendo feitas no decorrer deste tempo e em 10 de setembro de 2001 um novo CD é lançado: Plaguewielder. Dois colegas de Fenriz e Nocturno Culto participaram de uma música deste trabalho: sendo um da banda Audiopain e outro da banda Aura Noir. Novamente dois anos se passam e em 10 de março de 2003 o CD Hate Them é lançado.
2004 foi um o ano em Quorthon, o líder da banda Bathory que sempre foi uma das bandas prediletas de Fenriz e Nocturno Culto e também um dos precursores do Black Metal, morre. Poucos meses depois, em 6 de setembro, o Darkthrone lança seu novo CD intitulado Sardonic Wrath que traz uma nota dedicatória a ele.
Ainda em setembro de 2004, Fenriz lança uma coletânea chamada Fenriz presents the best of old school Black Metal com 16 canções escolhidas por ele para homenagear algumas bandas que tiveram grande importância para o Black Metal e outras não totalmente encaixadas no gênero como Destruction por exemplo, mas que tinham determinadas características que serviram de influência para vários grupos de Black Metal do início da década de 1990. É oportuno observar que o Possessed (por meio do guitarrista Larry LaLonde) se recusou a participar da referida coletânea. Nesse contexto, Fenriz comentou: "Se eu fizer uma coletânea de Thrash Metal, eu espero que ele não recuse também." Por outro lado, embora existam tributos ao Darkthrone (um de 1998 e outro de 1999), Fenriz já afirmou que odeia tributos e versão cover porque são "emoções falsas" e, assim, já recusou vários pedidos de tributo ao Darkthrone.
Quando perguntado sobre a possibilidade de reunião de antigos membros do Darkthrone ou algo similar, Nocturno Culto respondeu que o guitarrista Zephyrous esteve próximo de voltar ao Darkthrone: "Para ser honesto, em 2005 ou 2006 nós queríamos nosso antigo guitarrista de volta à banda, e ele estava planejado isso - ele adquiriu alguns equipamentos e começou a treinar - mas por causa do seu trabalho ele amputou um dedo - e isso era crucial para tocar guitarra. Então aquilo não aconteceu."

### Atividade recente (2006-presente)
Em janeiro de 2006, é o ano que lançam o décimo segundo CD da carreira, o The Cult Is Alive. O álbum apresenta uma mudança no estilo sonoro, incorporando traços de crust punk. Pela primeira vez na carreira do Darkthrone, eles resolveram produzir um videoclipe, sendo a canção Too Old, Too Cold a escolhida. Mas um mês antes do lançamento deste CD, a banda lançou um EP intitulado Too Old, Too Cold com uma regravação que deixou muitas pessoas surpresas, da banda Siouxsie And The Banshees (música Love In A Void). Após o lançamento do CD The Cult Is Alive, a dupla lança um single novamente com outro cover. Desta vez foi de uma banda de punk rock chamada Testors, a qual Fenriz é quem cantou na versão regravada. The Cult Is Alive foi também o primeiro disco do Darkthrone a chegar nas paradas musicais da Noruega, estreando no 22º lugar.
Um ano depois, em julho de 2007 a dupla norueguesa lançou mais um EP, que veio alguns meses antes do próximo e décimo terceiro CD completo, com o curioso título de "NWOBHM" cuja significado neste caso é "New Wave Of Black Heavy Metal". A canção Wisdom Of The Dead aparece tanto neste EP quanto no CD, que recebeu o nome de F.O.A.D. (sigla de Fuck Off And Die), mas apenas com gravações diferentes, apresentando clara diferença nas linhas de vocal. F.O.A.D., o décimo terceiro disco na carreira da dupla (saiu em setembro de 2007), contém uma canção chamada Canadian Metal (em Português: metal canadense) que se trata de uma pequena homenagem que o Darkthrone prestou aos grupos do Canadá como Piledriver, Voivod, Razor, Rush etc.  O álbum deu sequência à sonoridade heavy metal/punk no estilo da banda
Em fevereiro de 2008, Nocturno Culto revelou que quatro novas canções já estavam prontas para o novo lançamento que receberá o nome de Dark Thrones And Black Flags..
Em 2010, a banda lança o álbum Circle the Wagons, o qual novamente mistura crust punk junto a speed metal e heavy metal tradicional.
No fim de 2010, a Peaceville adquiriu os direitos dos álbuns da banda publicados pela Moonfog e reeditou Panzerfaust em disco duplo e em vinil. A reedição de Total Death se deu 14 de março de 2011. Em julho de 2012, o Darkthrone anunciou um novo disco, intitulado The Underground Resistance; o lançamento ocorreu em 25 de fevereiro de 2013.
Após gravações em 2015, a banda prepara-se para lançar seu novo disco, chamado Arctic Thunder, em 14 de outubro de 2016.

## Integrantes
Formação atual
- Fenriz -  bateria, vocais, baixo, guitarra, composições  (1986-hoje)
- Nocturno Culto -  vocal, guitarra, baixo, composições   (1988-hoje)

Antigos membros
- Dag Nilsen -   baixo (1988-1991)
- Zephyrous  - guitarra (1987-1993)
- Anders Risberget  -  guitarra (1986-1988)

## Discografia

### Álbuns de estúdio
| - (1991) Soulside Journey - (1992) A Blaze in the Northern Sky - (1993) Under a Funeral Moon - (1994) Transilvanian Hunger - (1995) Panzerfaust - (1996) Total Death - (1996) Goatlord (gravado em 1990) - (1999) Ravishing Grimness - (2001) Plaguewielder - (2003) Hate Them - (2004) Sardonic Wrath - (2006) The Cult Is Alive - (2007) F.O.A.D. - (2008) Dark Thrones and Black Flags - (2010) Circle the Wagons - (2013) The Underground Resistance - (2016) Arctic Thunder - (2019) Old Star - (2021) Eternal Hails...... - (2022) Astral Fortress | - 2005 – Under Beskyttelse av Mørke (Under Cover of Darkness) - 2006 – Too Old, Too Cold - 2006 – Forebyggende Krig – single. - 2007 – NWOBHM (New Wave of Black Heavy Metal) - 2013 – Peaceville Presents... Darkthrone - 1998 – Darkthrone Holy Darkthrone - álbum tributo com oito bandas noruguesas - 1999 – The Next Thousand Years Are Ours - álbum tributo com catorze bandas - 2000 – Preparing for War - 2008 – Frostland Tapes - 2011 – Sempiternal Past – The Darkthrone Demos - 2013 – Introducing Darkthrone - 2014 – Black Death and Beyond |